# Avalon (Nova Gales do Sul)
Avalon, igualmente Avalon Beach, é um subúrbio do norte de Sydney, no estado da Nova Gales do Sul, na Austrália, situado a 37 quilômetros ao norte do distrito empresarial central de Sydney, na área do governo local do Conselho de Northern Beaches. Avalon integra a região Northern Beaches. Em 2011, sua população era de 10 602 habitantes.

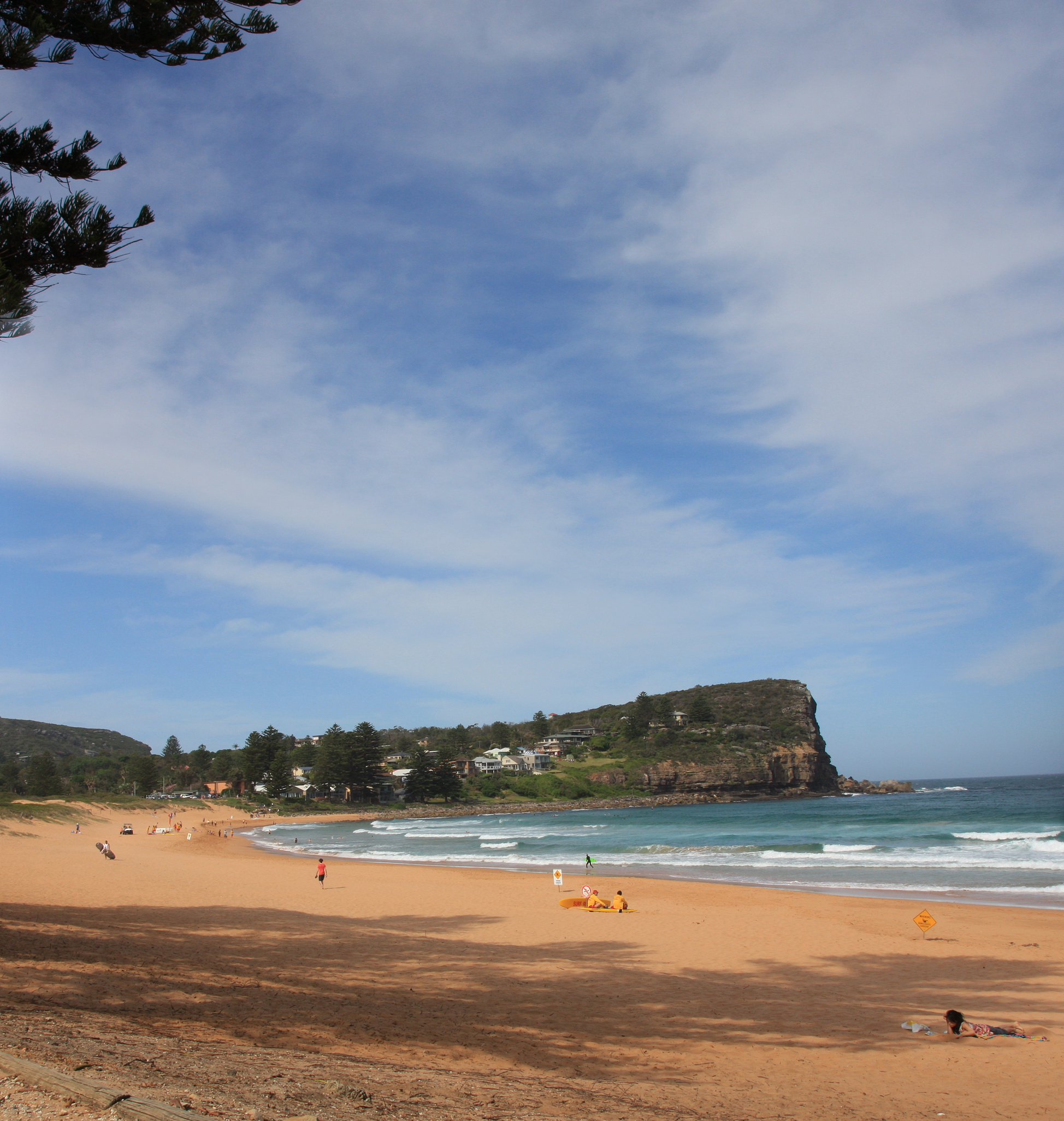
Avalon Beach, vista ao norte